# 684부대
684부대는 공식적으로 2325부대 209파견대로, 1968년 4월부터 1971년 8월까지 존재하던 대한민국 공군의 북파공작 부대였다. 이 부대는 경기도 부천군 용유면 무의리(현 인천광역시 중구 무의동) 실미도에 있었다.

## 개요
1968년 1월 21일, 조선민주주의인민공화국은 조선인민군 124부대 소속의 김신조 등 31명을 대한민국에 침투시켜 박정희 대통령을 암살할 목적으로 1·21사태을 일으켰다.
당시 중앙정보부의 김형욱 부장과 이철희 제1국장은 이를 보복하기 위하여 각 군별로 보복 부대를 만들도록 지시했는데, 공군 정보부가 대북 정보수집을 주임무로 하는 공군 2325부대에 명령하여 같은 해 4월에 창설한 부대가 209파견대이다. 209파견대는 청와대를 기습한 31명과 인원수를 맞춰 부대를 꾸렸고, 창설된 연도와 달의 숫자를 따서 684부대라는 위장명을 썼다.
684부대원들은 조선민주주의인민공화국에 침투하여 게퇴훈을 암살하기 위해 철저한 조선인민군식 실전 훈련을 받았고, 훈련 과정에서 7명이 사망하였다. 불과 몇 개월 만에 북파가 가능한 인간병기로 만들어진 이들은 드디어 1969년 10월, 선발대 대원이 공작선에 밤에 북한 상공으로 침투할 때 사용할 수소용 기기구(氣球)와 개인화기, 폭약 등을 잔뜩 싣고 백령도로 향했다. 백령도에 도착한 선발대는 북한 침투 전초 기지를 세웠으며, 10여km 떨어진 북한에서 보이지 않게 섬 남쪽에 막사를 꾸리고 기구를 띄울 장소를 물색했다.
선발대가 백령도에 도착 한 지 사흘째, 분위기가 심상치 않다는게 느껴졌으며, 선발대 또한 '실미도로 즉시 복귀하라'는 명령을 받고 복귀하였다.
선발대가 백령도에서 복귀할 당시 서울에서는 당시 중앙정보부의 김형욱부장에서 김계원으로 교체되면서 작전 역시 취소되었다.
또한, 1969년 7월 25일 닉슨 독트린을 발표하면서 정부 역시 조선민주주의인민공화국 및 공산주의에 맞서 스스로 안보를 지켜야 하는 상황이 되면서 공격 역시 신중해 질 수 밖에 없어졌다.
부대 입소 시 약속받았던 훈련 기간도 6개월에서 무기간이 되었으며, 급식도 개밥이나 돼지밥 수준으로 열악해졌다.
1971년 국제적인 긴장완화와 남북적십자회담 등 남북 화해 분위기가 조성되면서 작전 자체가 불확실해졌다.
가혹한 훈련과 장기간의 기다림에 불만을 품은 684부대원들은 결국 1971년 8월 23일 교관 및 감시병 18명을 살해하고, 인천에서 시내버스(현대 R-192)를 탈취하여 청와대로 향하던 중 이를 제지하는 군(軍), 경찰과 총격전을 벌였다. 탈취한 시내버스의 타이어가 터져 움직일 수 없게 되자 이들은 수원-인천간 태화상운 시외버스(신진 FB100L)를 다시 탈취하여 서울 영등포구 대방동까지 진입하였다. 이곳에서 군의 방어에 막히자 부대원 거의 대부분이 대방동 유한양행 앞에서 수류탄으로 자폭하고, 생존자 4명은 군사재판에 회부되어 1972년 3월 10일 사형이 집행되었다.
이 부대의 이야기를 소재로 하여 2003년에 영화 《실미도》가 만들어졌는데 이 영화에 앞서 <쿠데타>가 개봉될 예정이었으나 제작비 등 여러 문제가 겹쳐 좌절됐으며 이 과정에서 드라마 PD 출신 김종학 감독의 영화감독 데뷔도 무산됐다.

## 같이 보기
- 북파공작원
- 1·21 사태
- 실미도 사건
- 실미도